# Douglas Sadownick
Douglas Sadownick ist ein US-amerikanischer Psychologe, Autor und Journalist.
Sadownick wurde in der Bronx, New York City, geboren. Er besuchte das Columbia College an der Columbia University, wo er Englisch studierte und Psychologie am Antioch College an der Antioch University studierte. Er lebt offen homosexuell in Venice, Kalifornien. Sadownick schreibt als Autor unter anderem über LGBT-Themen, Aids und Sexualität. Er erhielt 2006 einen Ph.D. vom Pacifica Graduate Institute in Klinischer Psychologie. Er ist Mitgründer des Instituts für Contemporary Uranian Psychoanalysis, die Schulungen für Psychotherapeuten im Bereich Affirmative Psychotherapie anbieten.
Für sein Buch Sacred Lips of the Bronx wurde  er für den Lambda Literary Award nominiert. Sein zweites Buch hatte den Titel Sex Between Men:An Intimate History for the Sex Lives of gay Men, Postwar to  Present. Artikel von ihm als Journalisten erschienen in den Zeitschriften Advocate, Los Angeles Times, Genre, High Performance, New York Native und der L.A. Weekly. Für seine Arbeiten erhielt er von der US-amerikanischen Organisation GLAAD eine Auszeichnung GLAAD Media Awards verliehen. Sadownick arbeitet in Los Angeles als Psychotherapeut.

## Werke
- Sacred Lips of the Bronx
- Sex Between Men: An Intimate History of the Sex Lives of Gay Men Postwar to Present
- Men on Men 4, eine Anthologie